# Моріяма Дайдо
Моріяма Дайдо  (яп. 森山 大道 Моріяма Дайдо:, 10 жовтня 1938)  — японский фотограф.

## Біографія
Народився в м. Ікеда (Осака). Один із найбільших фотохудожників останніх десятиліть у Японії та за її межами. Найвідоміші його вуличні фотографії (нічного Сіндзюку та інших районів Токіо), зняті в характерній для автора манері, якій притаманні спонтанність, висока контрастність і розфокусованість зображення. Моріяма поєднує глибоко індивідуальний, авторський підхід до друку фотографій зі зйомкою, здійснюваною звичайною компактною камерою, до того ж часто без використання видошукача (також є серії робіт, зняті на фотоапарати «Полароїд» і «Хольга»). Творчим маніфестом Моріяма вважається його фотоальбом «Прощавай, фотографіє!» (1972). Про фотографа знято два документальні фільми.

## Вибрані фотоальбоми
- 1968 — Японський театр. Фотоальбом (니폰 극장 사진 帖)
- 1972 — Прощавай, фотографіє! (사진 잘자요)
- 1972 — Мисливець (狩人)
- 1982 — Світло й тінь
- 1995 — Собачий час
- 2002 — Синдзюку (신주к)
- 2005 — Моріяма. Синдзюку. Аракі. (모리야마・신주쿠・아라키)